# جایزه غرور بریتانیا
جایزه غرور بریتانیا، جایزه‌ای است که طی مراسم سالانه‌ای در انگلستان به دریافت کننده اهدا می‌شود. مراسم جایزهٔ غرور بریتانیا برای اولین بار توسط شبکهٔ آی تی وی (به انگلیسی: ITV) در سال ۱۹۹۹ از تلویزیون پخش شد. جایزهٔ غرور بریتانیا به کسانی اهدا می‌شود که در موقعیت‌ها و شرایط دشوار و بحرانی شجاعانه و مقتدرانه عمل کرده‌اند. در این مراسم دریافت کنندگان توسط تعدادی از افراد معروف و سرشناس انگلیسی انتخاب و به صحنه دعوت می‌شوند.